# La casa delle vacanze
La casa delle vacanze (in inglese The Thief of Always) è un romanzo scritto e illustrato dal regista Clive Barker. Il libro è stato pubblicato in edizione originale nel 1992 come favola per bambini e per adulti.
L'autore, come è solito fare in altri romanzi, sfrutta il potere della narrazione per proporre ai lettori una riflessione su tematiche sociali. In questo romanzo in particolare tratta il tema della sottrazione di minore.
Nonostante il lessico utilizzato e la struttura delle frasi siano così semplici da permettere la lettura ai più giovani, le tematiche trattate dal romanzo rendono il libro coinvolgente anche per un pubblico adulto.

## Trama
L'inizio del romanzo è ambientato nel mese di febbraio, un periodo triste e cupo per Harvey, un bambino sempre annoiato. Il suo umore è rattristato soprattutto dalla nebbia che ricopre sempre Londra nel periodo invernale. Harvey è un bambino di dieci anni senza nessun tipo di interesse; l'unica cosa che desidera in questo periodo della sua vita è semplicemente una vita diversa, lontano dai compiti, dai propri genitori e un lungo periodo di vacanza con tanti nuovi amici con cui fare festa.
Un pomeriggio il signor Rictus, un personaggio alquanto strano, irrompe improvvisamente nella camera di Harvey. L'uomo ha degli abiti e degli occhiali fuori moda, un'incolta ciocca di capelli a coprirgli la nuca e un sorriso talmente grande da evidenziare i suoi innumerevoli denti.
Con fare persuasivo, Rictus invita il protagonista a mettersi in viaggio con lui per una vacanza speciale nella sua "casa delle vacanze": una magione all'interno di una fitta foresta nera dove tutto è possibile e ogni giorno è una festa. Senza porsi nessun tipo di domanda e senza apparente perplessità, il ragazzo decide di seguire lo strano signore. Harvey e Rictus si mettono così  in cammino, fin quando la fitta foresta giunge al termine. In lontananza, coperta dalla nebbia, si presenta davanti a loro una imponente magione che sin da subito si rivela un luogo magico: infatti solo i bambini possono scorgere la sua presenza nel bosco.
All'interno della casa il protagonista fa la conoscenza di altri due ragazzi, Wendell e Lulù, giunti in quel luogo ormai da alcuni mesi.
I ragazzi vivono le loro giornate in armonia e amicizia, proprio come Harvey sognava di fare da molto tempo; le ore volano, ogni mattina è primavera, ogni pomeriggio estate, ogni sera autunno e ogni notte inverno. 
La governante della casa, Mrs. Griffin, cucina per loro leccornie di ogni tipo, riordina le stanze e le colora con bellissimi fiori ogni giorno. 
Mrs. Griffin vive all'interno della casa sin dalla sua costruzione insieme ai suoi tre gatti Grisù, Cuscus e Vudu.
Harvey è un ragazzo molto intelligente e matura ogni giorno sempre di più, tanto da rendersi conto che la magione nasconde un terrificante mistero: la sua amica Lulù infatti si sta trasformando in un pesce.
Il protagonista terrorizzato, capisce che Mrs. Griffin, anche se molto gentile e disponibile, nasconde qualcosa di molto strano riguardo alla casa e al suo costruttore, il misterioso Mr. Hood.
Mr. Hood non si era mai fatto vedere; questo perché, come scoprirà Harvey lui è in ogni parete, in ogni giocattolo e in ogni elemento inanimato: lui stesso è la casa.
Harvey scopre così che il malvagio intento di Mr. Hood è quello di attrarre bambini nella sua "casa delle vacanze", risucchiare le loro anime e, dopo averli trasformati in pesci,  gettarli in un profondissimo lago nascosto all'interno del fitto boschetto.
Il ragazzo ormai deciso ad andarsene da quella che è diventata la sua prigione, racconta a Wendell tutto quello che ha scoperto.
Intenzionati a scappare durante la fredda e innevata notte, i due, grazie all'aiuto del gatto Grisù di Mrs. Griffin, riescono ad attraversare la nebbia che circonda la casa e a fuggire da quel terrificante luogo.
Rientrato a Londra, Harvey torna immediatamente dai suoi genitori ma giunto nella sua casa, incontra due persone anziane.
Harvey, non riconoscendo i suoi genitori, crede di aver sbagliato appartamento ma proprio mentre sta per andarsene si accorge che le due persone dinanzi a lui sono proprio i suoi genitori.
Harvey si rende conto troppo tardi che ogni giorno passato nel magico luogo equivale a un anno nel mondo reale: non è un caso infatti se ogni parte della giornata che aveva trascorso nella magione era caratterizzata da una stagione diversa.
Dopo aver ripercorso tutte le sue avventure, il ragazzo insieme ai suoi genitori, si mette alla ricerca della casa, ma non ricorda più  la strada da percorrere.
Ormai disperato, il protagonista si rintana nella sua vecchia cameretta, quando a un tratto dalla finestra nota Wendell che cammina verso casa sua.
I due finalmente si incontrano di nuovo e dopo essersi raccontati tutto quello che era successo dopo il ritorno a casa, decidono di tornare alla magione di Mr. Hood per sconfiggere una volta per tutte il padrone di casa e riavere indietro il tempo che hanno ingenuamente perso.
Il signor Hood gestisce l'intera casa grazie alla sua magia e alle sue illusioni; il suo punto debole è l'immaginazione dei bambini.
Una volta riuscito a tornare nella magione di Hood insieme al suo amico, Harvey Swick propone a Hood un patto: rimarrà nella casa solo se Hood esaudirà ogni suo desiderio.
Harvey comincia allora a desiderare una quantità irragionevole di cose, il più velocemente possibile, per poter prosciugare tutto il potere di Mr. Hood.
Harvey, dopo aver notato la stanchezza del padrone di casa, esprime come ultimo desiderio quello di unire in quel preciso istante tutte e quattro le stagioni. Così facendo crea una fortissima tempesta di tuoni e lampi che vanno immediatamente a colpire e a infiammare la magione, rendendola un cumulo di cenere. 
Hood sembra scomparire con le ceneri della casa e Harvey tira un sospiro di sollievo vedendo in lontananza Wendell e Lulù, finalmente tornata alla sua forma umana. 
Tutte le anime dei bambini presenti nel profondo lago scompaiono in cielo insieme a Mrs. Griffin e al suo gatto Cuscus.
Lo scontro con il signor Hood non è però ancora finito: Rictus infatti aveva preso un po' del potere del padrone di casa per utilizzarlo in caso di necessità. Mr. Hood si rivela come il Re dei vampiri e riappropriandosi di tutto il suo potere riprende forma attraverso le macerie della casa. Propone quindi a Harvey di diventare un immortale come lui. Harvey rifiuta la proposta e ruba a Mr. Hood il mantello, carico del suo potere e della sua forza vitale.
Mr. Hood, folle di rabbia, comincia a inseguire il protagonista per tutto il fitto bosco fino al lago dove prima giacevano le anime dei bambini trasformati in pesci. Harvey lancia nel lago il mantello e Mr. Hood viene risucchiato da esso implorando aiuto e scomparendo per sempre.
I due ragazzi e Lulù possono finalmente tornare nelle loro case.

## Personaggi

### Harvey Swick
Harvey rappresenta sotto alcuni aspetti un bambino molto moderno, annoiato dalla vita quotidiana e caratterizzato dall'irrefrenabile desiderio di divertirsi con i suoi amici all'interno di un'oasi paradisiaca.
Seguendo quella che è la trama psicologica del libro, il protagonista rappresenta un bambino portato via dal nido familiare contro la sua volontà.
Nel testo vengono utilizzati da Rictus per portare il ragazzo con sé, parole e simbologie persuasive come l'ammaliante ed enorme sorriso, l'appellativo dato ad Harvey di  "bambino miracoloso" e in ultimo la promessa di portare il ragazzo in un luogo in cui i giorni sono sempre pieni di sole e le notti piene di meraviglie.

### Wendell
Migliore amico di Harvey, viene presentato come un bambino ingenuo e fastidioso.
Viene tratto in inganno da Mr. Hood quando insieme ad Harvey, torna nella magione del vampiro ma viene salvato dal suo migliore amico dopo la distruzione della casa.
È una figura importante per il protagonista, perché lo stimola a sconfiggere le proprie paure e a trovare la forza di combattere.

### Lulù
Una ragazza alta più o meno come Harvey, si presenta con il viso coperto di lentiggini, capelli lunghi, ricci e biondi accompagnati da grandi occhi verde smeraldo.
Agli occhi del protagonista, appare come una ragazza priva di interessi ed emozioni; solo successivamente lui scopre che quella non è la sua vera natura.
L'anima di Lulù  viene lentamente risucchiata da Mr.Hood che riesce, alla fine, a tramutarla in pesciolino.
Lulù si trovava all'interno della casa già da molti mesi prima dell'arrivo di Wendell ed Harvey. 
Alla fine i due amici scoprono che la loro compagna di viaggio proveniva probabilmente da un'epoca molto lontana rispetto alla loro.
Anche questa risulta essere una figura molto importante per Harvey poiché rappresenta il suo primo amore, e quindi un forte stimolo per sconfiggere il Re dei Vampiri.

### Mrs. Griffin
Viene presentata da Rictus come la migliore cuoca del mondo. Il protagonista la descrive come una signora anziana il cui viso assomiglia ad una “matassa di ragnatele” ricoperto da abbondanti e disordinate ciocche di capelli, piccoli occhi, bocca serrata e mani nodose, ma dotata di una voce melodiosa.
Il ruolo di questo personaggio è quello di una madre per i bambini, e per farli fuggire dalla "Casa delle Vacanze" sacrifica uno dei suoi gatti, Grisù, il gatto dal manto color cielo. Quando la magione viene distrutta, la signora Griffin scompare in cielo insieme alle anime dei bambini intrappolate nel lago.

### Mr. Hood
Viene rappresentato come un uomo occhialuto e dal grande sorriso.
All'interno del libro viene descritto in due forme, come "anima" della casa e nella forma pseudo umana deforme composta dai detriti della casa. 
In quel mondo fantastico Mr. Hood tiene i bambini prigionieri con promesse di abbondanza, indulgenza e svago senza fine, con lo scopo di mantenere la propria immortalità.
Seguendo la trama nel suo risvolto psicologico, quindi secondo una definizione astratta di predatore, Hood non è presentato come una persona tangibile bensì come la magia stessa del regno che esaudisce tutti i desideri dei bambini senza aspettarsi nulla in cambio.
Tuttavia viene esplicitamente dichiarato dall'autore che Hood inganna, rapisce, tiene prigionieri e alla fine consuma i bambini tanto che Barker, nel suo libro, rappresenta Mr. Hood come un mostro sia all'interno del testo che nelle illustrazioni.

### Rictus
Questo personaggio viene presentato come un uomo alto poco più di 15 centimetri rispetto ad Harvey, ai cui occhi risulta inoffensivo.
Il suo volto è  ossuto e la sua pelle di un colore giallognolo; indossa un abito stravagante, un paio di occhiali ed ha un sorriso talmente ampio da risultare quasi ipnotico.
È uno dei quattro scagnozzi di Mr. Hood. 
Il re dei vampiri gli stacca la testa una volta assunta la forma pseudo umana poiché Rictus ha rubato un po' della sua magia.
Il nome e la caratteristica del sorriso di questo personaggio sono state volutamente inserite dall'autore, infatti la parola "rictus" in latino significa "apertura della bocca".

### Twist
Fratello di Rictus, Mara, Carna e scagnozzo di Mr. Hood, si presenta come uno strano e spaventoso individuo dai capelli ricci unti di grasso. 
Twist è  in grado di torcersi sulla sua stessa testa in un impeto continuo di frenesia. 
Ogni muscolo del suo corpo è in continuo movimento seguito da vari contorcimenti, tic e scatti nervosi.
Twist muore quando tenta di persuadere con una torta ed un gelato il giovane Harvey, per farlo rimanere all'interno della magione.
Harvey, mettendo in discussione la reale esistenza di quelle leccornie, riesce a farle mangiare a Twist che cade dalle scale sputando polvere ed immondizia.

### Mara
Sorella di Rictus, Twist, Carna e scagnozza di Mr. Hood, si presenta come un'innaturale e deforme donna in sovrappeso, come se al posto del sangue normale nelle sue vene scorresse sangue di lumaca. 
È così straordinariamente grassa che la carne del suo corpo le rimane a malapena attaccata alle ossa ricadendo molte volte in pieghe viscide.
Mara muore nel momento in cui Harvey, mettendola davanti al suo io interiore, la costringe a sognare il "nulla" e divenendo così il  "nulla", si scioglie formando una sporca pozzanghera.

### Carna
Fratello di Rictus, Twist, Mara e servitore di Mr. Hood, si presenta come un'enorme bestia volante dagli occhi piccoli e neri la cui pelle marcia si apre a mostrare le ossa nude e cosparse di spine. La sua gola emette un potente e assillante stridio accompagnato da un enorme groviglio di lingue biforcute, le sue fauci sono abbastanza grandi da poter inghiottire metà bambino con un singolo morso. 
È soprannominato da Mrs. Griffin  "il ruba-denti" o "Carna il divoratore".
Dopo una battaglia sfiancante nel rincorrere Harvey, Carna, disperato ed ormai a brandelli lo sta per divorare, mosso soltanto dal volere di Mr. Hood e non più dal suo istinto animalesco. 
Il ragazzo con coraggio e tranquillità decide di accarezzargli il volto per far esplodere in lui tutte quelle emozioni che non aveva mai provato.
Carna scompare così nel nulla.

## Illustrazioni
All'interno del libro l'autore ha inserito delle illustrazioni in bianco e nero volte a far immergere il lettore nei panni del protagonista. Queste immagini danno una chiara idea dell'aspetto fisico dei personaggi e dell'ambientazione.
Le illustrazioni di Barker sono fortemente connesse con la narrazione, per creare ciò che Joseph H. Schwarcz  nel suo libro The Ways of the Illustrator ha definito "una stretta collaborazione con la parola scritta che non è necessariamente complementare".
Utilizzando la tecnica dell'ekphrasis, il testo e le illustrazioni del libro espongono problemi legati all'infanzia non esplicitamente presenti nella narrazione.

## Finalità sociali ed educative
Clive Barker, all'interno dei suoi romanzi, propone spesso al lettore spunti di riflessione su tematiche sociali ed anche in La casa delle vacanze sfrutta il potere della narrazione per trattare argomenti importanti. 
Lo scopo principale del romanzo è mettere in guardia i giovani dal desiderio di crescere in fretta ed invitarli a godere della gioventù; sfruttando l'allegoria del "Regno del predatore" tratta la sfera razionale del "predatore" (Mr. Hood e tutti i suoi scagnozzi) e la sfera emotiva della "preda" (Harvey e gli altri bambini).
Barker riesce a creare una giustapposizione, all'interno dell'arco narrativo, tra il regno fantastico (la Casa delle vacanze) e il regno reale (Londra), creando una sorta di convivenza contrastante che può aiutare il lettore a comprendere in maniera più chiara il messaggio dell'autore.
Il predatore, illustrato da Clive Barker, è un mostro che abita e risiede solamente all'interno del regno fantastico da lui stesso creato, rimanendo sconosciuto a tutti gli altri personaggi. 
Questa sua condizione gli permette di eludere le leggi del mondo esterno e di sfuggire alla condanna che, nel mondo reale, gli sarebbe stata inflitta a causa dei suoi crimini.
In The Erotics of Transgression di Tim Dean, viene analizzata la figura del predatore con lo scopo di spiegare quanto sia più facile "sfidare" i divieti culturali nella propria fantasia piuttosto che nella realtà.
All'interno del romanzo il predatore dona ai bambini il "potere assoluto" e la promessa di esaudire ogni loro desiderio. 
In questo regno creato dal predatore, i bambini (le prede) si credono adulti, capaci di comandare e prendere decisioni.
Questo potere assoluto risulta però un'illusione, in quanto il predatore esaudisce ogni desiderio con il solo scopo di consolidare il suo obiettivo invertendo così la scala gerarchica.
Clive Barker rappresenta attraverso una densa nebbia un portale illusorio che segna il confine tra sicurezza e minaccia, tra comunità e predatore. 
In modo particolare il portale simboleggia la perdita dell'innocenza e il passaggio all'età adulta grazie alla condivisione di segreti tra adulti e bambini.
Il portale ha anche altre interpretazioni: secondo Farah Mendlesohn il portale è  una sorta di transizione da un mondo originale ad un mondo fantastico, non solo quindi il passaggio dalla giovinezza all'età adulta, mentre per Tim Dean, il portale può rappresentare una "linea che ha a che fare con la sessualità".
Barker attraverso la narrazione, cerca di far comprendere al pubblico adulto che il pericolo incombe nel momento in cui l'adulto premia in maniera esagerata l'innocenza del bambino, illustrando quanto questo possa risultare dannoso e al contempo rischioso; per questo invita gli adulti ad assumersi la piena responsabilità dell'educazione e della crescita dei propri figli. 
Infatti un bambino allontanato dalla società in giovane età, ancora privo di capacità relazionali, non sarà più in grado di sviluppare queste facoltà  e avrà come unico riferimento il predatore.

## Opere derivate
Come molti altri progetti di Clive Barker, anche La casa delle vacanze ha ricevuto diversi adattamenti. Nell'agosto del 2012 la casa editrice Magic Press Edizioni ha pubblicato un fumetto in un unico volume.
Un live action era stato annunciato nell’agosto del 2004 sotto accordo tra la casa produttrice Seraphim Films e l'azienda 20th Century Studios, con la direzione della regia e sceneggiatura affidate a Kelly Asbury; l'arrivo del film nei cinema era previsto nel 2010, ma non ci sono ancora novità riguardanti l'uscita della pellicola.

## Edizioni in italiano
- Clive Barker, La casa delle vacanze, Milano, Bompiani, 1994, ISBN 8845222381.
- Clive Barker, La casa delle vacanze, Milano, Bompiani, 1998, ISBN 978-8845236426.
- Clive Barker, La casa delle vacanze, Milano, Fabbri, 2000, ISBN 978-8845179075.
- Clive Barker, La casa delle vacanze, Milano, Fabbri, 2003, ISBN 978-8845190186.
- Clive Barker, La casa delle vacanze, Milano, Rizzoli, 2008, ISBN 978-8817021180.
- Clive Barker, La casa degli anni scomparsi, Milano, Rizzoli, 2017, ISBN 978-8817092517.